# Xarpell
Xarpell o Xerpell de la Costa és una masia de Pinell de Solsonès (Solsonès) inclosa a l'Inventari del Patrimoni Arquitectònic de Catalunya.

## Situació
Està situada a 778 m d'altitud al sud del terme municipal, al caire de la costa del Xarpell que s'aixeca 150 metres per damunt de la riera de Lloberola en el seu marge dret. L'envolten una bona extensió de camps de conreu arrabassats al cap de la costa on el terreny s'aplana. Enfront, a l'altra banda de la riera, les ufanoses obagues de Peracamps cobreixen de verdor l'horitzó.

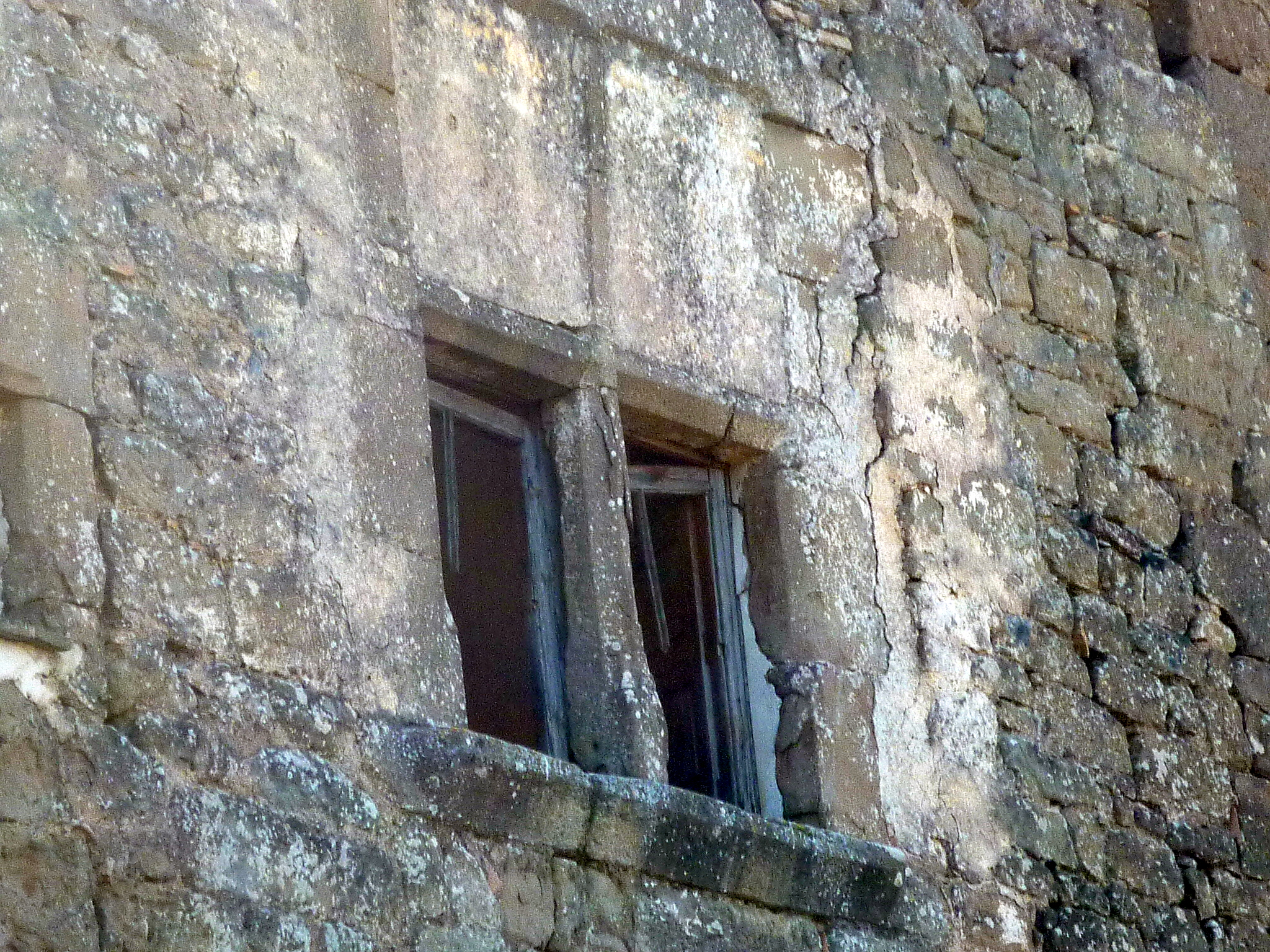
Detall d'una finestra

S'hi va des de Sant Climenç continuant per la carretera asfaltada provinent de Solsona en direcció a ponent. A la sortida del poble hi ha bons indicadors. Al cap d'1,9 km. (41° 56′ 35″ N, 1° 24′ 01″ E / 41.942999°N,1.400290°E) es pren la desviació a l'esquerra (també indicat). Aquesta carretera mena a Lloberola i a Biosca. 400 metres més enllà es deixa cal Setó i la seva capella a la dreta. Al cap d'1,6 km. s'arriba a un trencall: cal continuar cap a la dreta (el de l'esquerra porta al Xarpell Nou), i als 2,2 km. es troba una pista que surt cap a l'esquerra i que està barrada amb un encadenat. No hi ha cap indicació, però cal seguir a peu per aquesta pista fins a la masia que es troba uns 800 metres més enllà. La masia està molt malmesa, però la seva visió i la de l'indret compensen l'esforç.

## Descripció
Masia construïda damunt d'unes roques. És de planta quadrangular amb la teulada a doble vessant i el carener perpendicular a la façana principal. Consta de planta baixa i dos pisos. Totes les obertures són allindades excepte una finestra de la façana principal que està dividida en quatre sectors per mitjà d'una creu de pedra motllurada.
És una de les edificacions civils més antigues del terme municipal de Pinell.